# Кур'єр-1Бі
Кур'єр-1Бі (англ. Courier 1B — посланець) — американський експериментальний військовий супутник зв'язку, запущений за програмою Кур'єр. Перший у світі супутник-ретранслятор.

## Опис
Апарат у формі кулі діаметром 1,3 м і масою 225 кг був вкритий сонячними елементами, що мали заряджати нікель-кадмієві акумулятори і забезпечувати вихідну потужність 60 Вт. В центральній частині без сонячних елементів розташовувались дві перехрещені антени, що мали працювати для прийому і передачі з лінійною поляризацією. Супутник мав чотири передавачі, що мали працювати з вихідною потужністю 2 Вт на частотах 1700–1800 МГц, і чотири приймачі, що мали працювати на частотах 1800—1900 МГц. Апарат міг передавати наживо один аналоговий канал або записати на плівкові магнітофони чотири цифрові потоки інформації зі швидкістю 55 кбіт/с загальним обсягом 13,2 Мб або 4 хвилини аналогового сигналу.

## Політ
4 жовтня 1960 року о 17:50 UTC ракетою-носієм Тор-Ейблстар з космодрому Канаверал було запущено Кур'єр-1Бі. Апарат здійснював експериментальний зв'язок між двома наземними станціями у штаті Нью-Джерсі й Пуерто-Рико. Супутник здійснював задовільну передачу даних 17 діб після запуску, після чого припинив роботу внаслідок збою в системі управління. Апарат досі перебуває на орбіті, очікувана тривалість польоту 1000 років.